# Campanula gansuensis
Campanula gansuensis är en klockväxtart som beskrevs av L.C.Wang och Hong De-Yuan. Campanula gansuensis ingår i släktet blåklockor, och familjen klockväxter. Inga underarter finns listade i Catalogue of Life.